# Zygmunt Dobiński
Zygmunt Dobiński herbu Rola (zm. 10 września 1759) – kasztelan brzeziński w 1754 roku, burgrabia krakowski w latach 1728–1754, łowczy gostyniński w 1720 roku, poseł na sejm w 1732 roku, poseł krakowski na sejm 1748 roku.
Był kapitanem dragonów pułku Bogusława Łubieńskiego.
Dziedzic Uliny, właściciel Bieńkowic i Pałecznicy.